# Ráhula
Ráhula (přibližně 534 př. n. l.) byl podle tradice jediným synem Gautamy Buddhy a jeho manželky Jasódhary. Narodil se v den, kdy princ Sidhártha opustil palác a vydal se do bezdomoví, aby našel to, co není pomíjivé.
Jméno Ráhula doslova znamená „pouto“ a mělo symbolizovat Buddhovo připoutání k rodině. Podle tradice než odešel Buddha z paláce, chtěl se se svým právě narozeným synem rozloučit. Neučinil tak však, jelikož si byl jist, že kdyby svého syna spatřil, navždy by ho to připoutalo k pomíjivým věcem.
Ráhulu tak vychovával jeho praotec, král Šuddhódana. Později se stal Buddhovým žákem.